# Aristobul IV de Judea
Aristobul IV de Judea (llatí: Aristobūlus, en grec antic: Ἀριστόβουλος, «Aristóboulos») va ser un dels fills d'Herodes el Gran i de Mariamne I. Junt amb el seu germà Alexandre va anar a estudiar a Roma i en tornar a Judea el seu germà Antípater va instigar les sospites del pare contra els dos fills. Antípater va tenir l'ajut de Ferores (que era pare de Berenice, esposa d'Aristòbul) i de la seva tia Salomé I. Unes indiscrecions d'Aristòbul i Alexandre sobre sa mare (que va ser condemnada a mort per Herodes mateix quan ells encara eren menuts) els van fer encara més sospitosos, i Herodes els va denunciar a August (a Aquileia l'any 11 aC). L'emperador els va poder reconciliar. El 8 aC els dos germans van ser acusats d'un nou de complot i aquesta vegada la reconciliació la va aconseguir el rei Arquelau de Capadòcia, sogre d'Alexandre.
Finalment l'any 6 aC una tercera acusació, ordida per Euricles, un aventurer lacedemoni, va triomfar. August va donar permís a Herodes per prendre mesures i el rei els va portar a Beirut on fels va jutjar i condemnar. Van morir penjats a la forca a Sebaste (Samaria).
Aristòbul estava casat amb la seua cosina germana Berenice, filla de Salomé I, i d'ella va tenir tres fills i dues filles. El fill més conegut d'Aristobul és Herodes I Agripa (que l'any 40 obtindria pràcticament tot el regne que va pertànyer al seu avi Herodes el Gran). La filla més famosa és Heròdies que es casaria primer amb el seu oncle Herodes Filip i, després de divorciar-se'n, amb l'altre oncle Herodes Antipas. Els altres fills d'Aristobul es deien Mariamne III, Herodes i Aristobul.